# Małociechowo
Małociechowo – wieś w Polsce położona w województwie kujawsko-pomorskim, w powiecie świeckim, w gminie Pruszcz. Według spisu powszechnego z 31 marca 2011 roku wieś liczyła 173 mieszkańców. 
W latach 1975–1998 miejscowość administracyjnie należała do województwa bydgoskiego.
Dawniej (przed 1902) miejscowość nosiła nazwę Maleczechowo, Maleszechowo, Cziechowa, Ciechowo i Malczkaw (w czasach krzyżackich). Za czasów krzyżackich Małociechowo było majątkiem rycerskim.
Wierni Kościoła rzymskokatolickiego należą do parafii pw. świętego Jana Chrzciciela w Grucznie.